# 美國陸軍：士兵的崛起
《美國陸軍：士兵的崛起》是由美国陆军、育碧软件、世嘉舊金山工作室三方合力開發的遊戲。除了《美國陸軍》以外，還加入一個新的單人模式遊戲，是以傑森·艾莫林少校過去在2001年阿富汗的作戰經驗為基礎的單人遊戲。2005年11月17日在美國發行，2006年在澳洲發行。

## 遊戲情節
當遊戲一開始，玩家以新兵身分接受步槍兵訓練，還有護衛人員在隧道協助掩護，與隊友一同逃離舊城。之後，玩家進入擲彈兵訓練，很快地，玩家協助掩護第10山地師遠離敵軍攻擊，接下來還有三個山地任務，玩家要阻止敵軍逃脫山區，敵軍會以C-130運輸機送來的補給箱做為掩護。機槍兵要防守已建立在油田上的军事基地，最後會在無線電台的地底隧道內找到恐怖組織的補給品。玩家還可以選擇狙擊手，訓練完成之後，玩家會被送到北极地区獵捕高階軍官、佔領敵區以及防守戰線。
狙擊手訓練後，玩家成為遊騎兵小隊的領隊，身上有一把M4卡賓槍，整把步槍的組合是可以預先設定。當玩家以領隊身分通過城鎮戰訓練，是可以有限度地下達指令給隊員。接著，遊騎兵突襲藥品製造基地，防守它，並阻止埋伏在周邊的敵軍，再往前至一座沙漠基地，獵捕一名高階軍官，完成後在當地防守，阻止敵軍進犯。此時，玩家已是特種部隊隊員，身上有一把M4卡賓槍並且領導當地的民兵。接著有兩次戰役，玩家要帶領民兵在敵軍的戰火下獵捕敵軍領隊，還有要協助當地盟軍防守舊城。最後，在舊城防衛戰成功達成後，玩家會跟隨其他特種部隊隊員一同返回家鄉。

## 外部連結
- 《美國陸軍：士兵的崛起》官方網站
- 《美國陸軍：士兵的崛起》GameFAQs （页面存档备份，存于）
- YouTube上的America's Army: Rise of a Soldier Xbox - IGN.com
- YouTube上的America's Army: Rise of a Soldier PlayStation 2 - IGN.com